# Grimaldo Grimaldi
Grimaldo Grimaldi va ser el successor a la dinastia Grimaldi, després del seu pare Oberto Grimaldi.
Va néixer probablement l'any 1170 i va morir l'any 1257 amb 87 anys. La seva mare era Corradina Spinola i era el més gran dels germans: Antonio Grimaldi, Ingone Grimaldi, Oberto Grimaldi i Nicola Grimaldi. Es va casar amb Oriette de Castro i junts van tenir la següent descendència: Luchetto, que va ser Almirall de la Flota; Antonio Grimaldi; Lanfranco Grimaldi; i Devot Grimaldi. Tampoc se'n sap molta informació d'ell, però es coneix que va ser membre del Consell de Gènova de l'any 1232 fins al 1244.